# Loïc Vynisale
Loïc Vynisale (né le 10 mars 1986) est un kayakiste français licencié au club de Cahors. Il s’entraine au pôle fédéral de Toulouse. Il est membre de l'équipe de France de canoë kayak de descente depuis 2006.

## Biographie
Après une année à découvrir les différents recoins du Lot en imitant l’araignée d’eau douce (aviron), le jeune sportif  se  licencie au club de kayak de Cahors à l’âge de 13 ans. Sa rencontre avec Pierre Leymonerie a été déterminante dans sa motivation à progresser et à s’engager dans une pratique compétitive dès les années de cadet où il dispute ses premiers Championnats de France.
À 16 ans, il part sur Poitiers pour intégrer le pôle espoirs et continuer ses études en agroalimentaire. Le travail réalisé avec l’entraineur Laurent Urvois sur cette structure d’entrainement lui permet en 2004 de décrocher une sélection en équipe de France junior et de terminer 2e aux Championnats de France Junior.
Cette dynamique de progression l'amène en 2006 à participer au circuit international sénior avec une 6e place sur la Coupe du Monde de Lofer (Autriche). En 2007, il remporte les sélections Françaises pour ses premiers Championnats d’Europe (Bosnie) où il termine 13e.
En septembre 2008, il rejoint le pôle France de Toulouse. La mise en place d’un entrainement de qualité avec Pierre-Michel Crochet contribue à une saison 2008 prometteuse avec une 7e place aux Championnats du Monde Sprint sur le bassin très exigeant d’Ivrée (Italie) et un premier titre de champion de France.
En 2009, il travaille au quotidien avec Frédéric Rebeyrol à la suite de la nouvelle orientation professionnelle de Pierre-Michel. La logique du projet sportif s’organise alors pour préparer les championnats du Monde 2010. Dans cette optique à long terme, l’accent est mis sur la classique. Les résultats de la saison avec un titre de Champion d’Europe et une médaille de bronze aux pré-championnats du monde en classique confirment de réels progrès dans cette spécialité et l’encouragent dans la poursuite de son objectif sportif.
Cette saison 2010, il réalise enfin son rêve de gosse en devenant Champion du Monde sur la Pallaressa (Espagne), une rivière mythique. Après ce titre de champion du monde, il se lance un nouveau défi, dans une autre discipline du canoë-kayak, la course en ligne, discipline olympique. C’est donc un changement radical dans son entrainement, avec une nouvelle équipe, un nouvel entraineur et une toute nouvelle concurrence. Lors des sélections pour les jeux olympiques de Londres en 2012, il ne se sélectionne pas en K1 200 m, et ce à une place près. Il met un terme à sa carrière de compétiteur à haut niveau en 2013.
Par la suite, il décide de se lancer de nouveaux défis avec la création d'Exploration Spirit, concept à travers lequel il réalise des expéditions à travers le monde en autonomie totale. 
Il réalise plusieurs expéditions, notamment en 2013 en Papouasie-Nouvelle-Guinée avec son ami Clément Sardinha en kayak biplace et plus récemment (2016) où il réalise la traversée des iles Tanintharyi au Myanmar, seul et en autonomie totale, à bord de son kayak.
Il fut le premier à réaliser ce type de périple dans un pays encore marqué par son histoire géopolitique, tel qu'est le Myanmar (Birmanie).

## Palmarès

### Championnats du monde de canoë-kayak de descente
- Championnats du monde de canoë-kayak de descente 2010 sur la Palaressa,  Espagne
  -  Médaille d'or en K1 classique

- Championnats du monde de canoë-kayak de descente 2008 à Ivrée,  Italie
  - 7e en K1 sprint

### Championnats d'Europe de canoë-kayak de descente
- Championnats d'Europe de canoë-kayak de descente 2009 à Valtellina,  Italie
  -  Médaille d'or en K1 classique

- Championnats d'Europe de canoë-kayak de descente 2007 à Bihac,  Bosnie-Herzégovine
  - 12e en K1 sprint

### Championnats de France 2008
- Champion de France 
  -  Médaille d'or en K1 sprint